# Hexatoma (Eriocera) albonotata
Hexatoma (Eriocera) albonotata is een tweevleugelige uit de familie steltmuggen (Limoniidae). De soort komt voor in het Afrotropisch gebied.